# Tamara Bunke

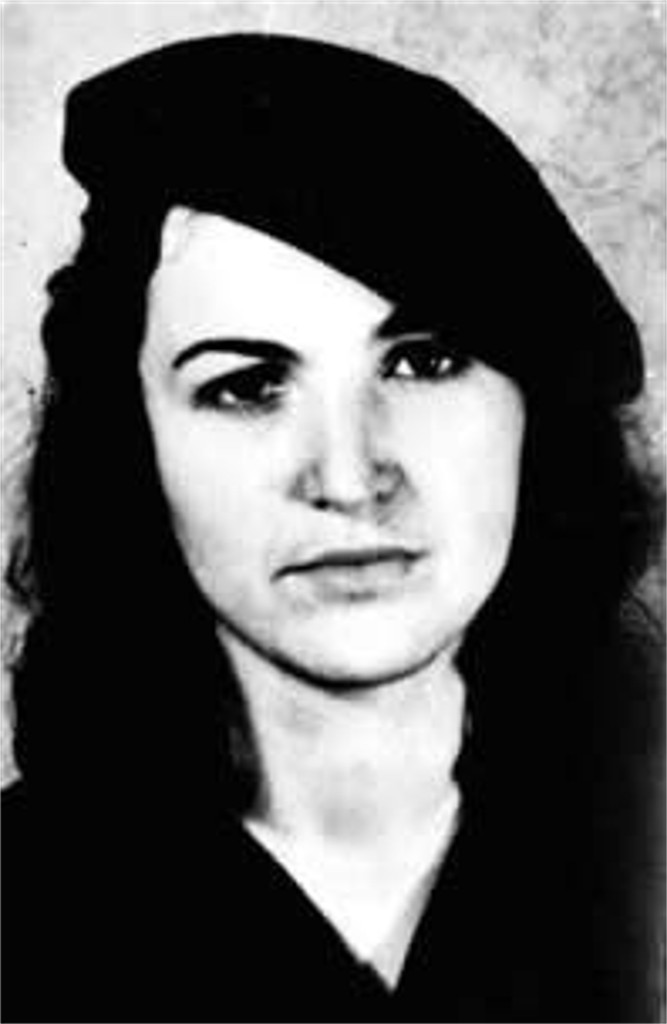
Tamara Bunke

Haydèe Tamara Bunke Bider (Buenos Aires, 19 november 1937 – Vado de Puerto Mauricio (Bolivia), 31 augustus 1967), beter bekend als Tania of Tania de Guerrilla, was een Duits communistisch revolutionair.
Bunke werd in Buenos Aires, Argentinië geboren als dochter van Erich Bunke en Nadia Bider. Haar ouders waren in de dertiger jaren van Duitsland naar Argentinië geëmigreerd om de nazi's te ontvluchten. In 1952 verhuisde het gezin naar de toenmalige DDR, waar zij zich vestigden in Stalinstadt, het huidige Eisenhüttenstadt.
In de DDR engageerde Bunke zich in onder andere de Freie Deutsche Jugend, maar ze had een bijzondere interesse voor de Latijns-Amerikaanse Revolutionaire bewegingen. Tijdens een Cubaans staatsbezoek aan de DDR in 1960, onder leiding van Che Guevara, functioneerde Tania als tolk voor Guevara. Geïnspireerd door de Cubaanse Revolutie trok Bunke in 1961 naar Cuba. Daar volgde zij een cursus tot verzetsstrijder, participeerde in werkbrigades, milities en een campagne ter bestrijding van analfabetisme. Vervolgens werkte zij in verschillende Cubaanse organisaties.
In deze periode vergezelde Bunke Guevara ook op diens reizen door Latijns-Amerika. Ze was de enige vrouw die deel uitmaakte van de Boliviaanse communistische rebellen die onder leiding van Guevara in Bolivia een revolutie teweeg probeerden te brengen. Eind augustus 1967 sneuvelde zij samen met een grote groep rebellen in een hinderlaag van het Boliviaanse leger. Dit luidde het begin van het einde in van de beoogde Boliviaanse revolutie.
- Biblioteca Nacional de España: XX4613172
- Bibliothèque nationale de France: cb12455391b (data)
- Gemeinsame Normdatei: 118517422
- International Standard Name Identifier: 0000 0000 3580 4122
- Library of Congress Control Number: n94054352
- Nationale bibliotheek van Australië: 48221304
- Nederlandse Thesaurus van Auteursnamen: 130964719
- Système universitaire de documentation: 132964031
- Trove: 1489475
- Virtual International Authority File: 42628953
- WorldCat: E39PBJkT8KRg3frP6FJTmFwBfq